# یون دو-هیون
یون دو-هیون (کره‌ای: 윤도현؛ انگلیسی: Yoon Do-hyun؛ زادهٔ ۳ فوریه ۱۹۷۲) خواننده هارد راک/فولک راک، موسیقی‌دان و ترانه‌سرای اهل کره جنوبی است. او بنیان‌گذار و وکالیست اصلی گروه یون دو-هیون (وای‌بی) از سال ۱۹۹۶ است. او همچنین مجری وریتی شوهای تلویزیونی و بازیگر تئاتر موزیکال است.